# ديونج مانجانج
ديونج مانجانج (مواليد 11 أبريل 1981) هو سبّاح ماليزي، مثّل بلاده في الألعاب الأولمبية الصيفية 2000.

## روابط خارجية
ديونج مانجانج على موقع الاتحاد الدولي للسباحة (الإنجليزية)
- ديونج مانجانج على موقع أوليمبيديا (الإنجليزية)